# Oshima (phó tỉnh)
Oshima (渡島総合振興局 Oshima-sōgō-shinkō-kyoku) là phó tỉnh của Hokkaidō, Nhật Bản. Tính đến ngày 1 tháng 10 năm 2020, dân số ước tính phó tỉnh là 84.772 người và mật độ dân số là 22 người/km2. Tổng diện tích phó tỉnh là 3936,32 km2.

## Hành chính
| Tên                             | Tên      | Diện tích (km2) | Dân số  | Huyện     | Loại đô thị | Bản đồ |
| Rōmaji                          | Kanji    | Diện tích (km2) | Dân số  | Huyện     | Loại đô thị | Bản đồ |
| ------------------------------- | -------- | --------------- | ------- | --------- | ----------- | ------ |
| Fukushima                       | 福島町   | 187,23          | 4.390   | Matsumae  | Thị trấn    |        |
| Hakodate (trung tâm hành chính) | 函館市   | 677,89          | 264.845 | Không có  | Thành phố   |        |
| Hokuto                          | 北斗市   | 397,29          | 46.083  | Không có  | Thành phố   |        |
| Kikonai                         | 木古内町 | 221,88          | 4.448   | Kamiiso   | Thị trấn    |        |
| Matsumae                        | 松前町   | 293,11          | 7.843   | Matsumae  | Thị trấn    |        |
| Mori                            | 森町     | 378,27          | 16.299  | Kayabe    | Thị trấn    |        |
| Nanae                           | 七飯町   | 216,61          | 28.514  | Kameda    | Thị trấn    |        |
| Oshamambe                       | 長万部町 | 310,75          | 5.694   | Yamakoshi | Thị trấn    |        |
| Shikabe                         | 鹿部町   | 110,61          | 3.920   | Kayabe    | Thị trấn    |        |
| Shiriuchi                       | 知内町   | 196,67          | 4.620   | Kamiiso   | Thị trấn    |        |
| Yakumo                          | 八雲町   | 955,98          | 17.299  | Futami    | Thị trấn    |        |